# Šušeoka
Šušeoka (cyr. Шушеока) – wieś w Serbii, w okręgu kolubarskim, w gminie Mionica. W 2011 roku liczyła 209 mieszkańców.